# Platymetopius quadricornis
Platymetopius quadricornis är en insektsart som beskrevs av Lindberg 1960. Platymetopius quadricornis ingår i släktet Platymetopius och familjen dvärgstritar. Inga underarter finns listade i Catalogue of Life.